# Đai dịch COVID-19 tại Saint Martin
Bài viết này ghi lại các tác động của đại dịch COVID-19 ở Saint-Martin, và có thể không bao gồm tất cả các phản ứng và biện pháp chính hiện đại.

## Dòng thời gian
Vào ngày 1 tháng 3, Saint-Martin đã xác nhận trường hợp COVID-19 đầu tiên của vùng lãnh thổ này.
Tính đến ngày 21 tháng 11 năm 2023, Saint Martin ghi nhận 12,324 trường hợp nhiễm COVID-19 và 63 trường hợp tử vong.